# Tristán e Isolda (ópera)

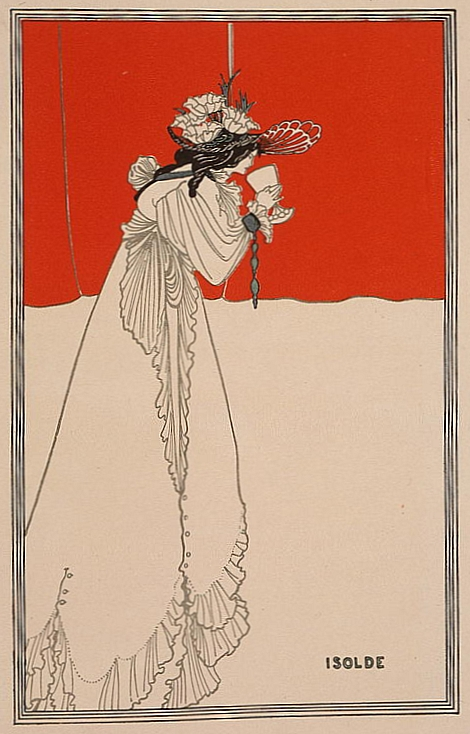
Isolda bebe la poción; famosa ilustración de Aubrey Beardsley.

Tristán e Isolda (título original en alemán, Tristan und Isolde) es un drama musical en tres actos con música y libreto en alemán de Richard Wagner, basado en gran medida en el romance de Godofredo de Estrasburgo. Fue compuesta entre 1857 y 1859 y se estrenó en Múnich el 10 de junio de 1865, bajo la batuta de Hans von Bülow.
Wagner no la llamaba ópera sino Eine Handlung, que se traduce como «drama musical»; este término lo usó el dramaturgo español Calderón para sus dramas. Forma parte del Canon de Bayreuth.
La composición de Wagner de Tristán e Isolda fue inspirada por su aventura con Mathilde Wesendonck y la filosofía de Arthur Schopenhauer. Reconocida ampliamente como una de las cumbres del repertorio operístico, Tristán destaca por el uso avanzado de Wagner del cromatismo, la tonalidad, el color orquestal y suspensión armónica. El primer acorde de la ópera, llamado el «acorde de Tristán», se considera de gran importancia en el desarrollo de la armonía tonal tradicional.
La ópera fue muy influyente entre los compositores clásicos occidentales y proporcionó inspiración a compositores como Gustav Mahler, Richard Strauss, Karol Szymanowski, Alban Berg y Arnold Schoenberg. Muchos ven a Tristán como el comienzo del fin de la armonía convencional y la tonalidad y consideran que establece la base para la dirección de la música clásica en el siglo XX.

## Historia

### Composición
Wagner se vio obligado a abandonar su cargo como director de la Ópera de Dresde en 1849, pues se había ordenado su arresto por participar en la infructuosa Revolución de Mayo. Dejó a su mujer, Minna, en Dresde, y huyó a Zúrich. Allí, en 1852, conoció al rico comerciante de seda Otto Wesendonck. Wesendonck se convirtió en defensor de Wagner y financió al compositor durante varios años. La esposa de Wesendonck, Mathilde, se enamoró del compositor. Aunque Wagner estaba trabajando en su épico Anillo, se sintió intrigado por la leyenda de Tristán e Isolda.
El redescubrimiento de la poesía germánica medieval, incluyendo la versión de Godofredo de Estrasburgo de Tristán, el Cantar de los Nibelungos y el Parsifal de Wolfram von Eschenbach, dejó un gran impacto en los movimientos románticos en Alemania a mediados del siglo XIX. La historia de Tristán e Isolda es la quintaesencia del romance de la Edad Media y el Renacimiento. Existen varias versiones de la historia, la más temprana se remonta a mediados del siglo XII. La versión de Godofredo, parte de la rama «cortesana» de la leyenda, tuvo una enorme influencia en la literatura alemana posterior. Wagner escribió el libreto basándose en el romance de Godofredo de Estrasburgo, quien a su vez se basa en la leyenda medieval de Tristán, trasmitida en francés por Thomas de Bretaña. Los compositores románticos encontraron en los romances medievales una gran fuente de inspiración para los argumentos de sus óperas. Muchos críticos wagnerianos de la época consideraban que esta ópera representaba el cenit de la música occidental; por otro lado, otro grupo influyente de críticos, centrados alrededor de Eduard Hanslick, la tachaba de incomprensible.
Según su autobiografía, Mein Leben, Wagner decidió dramatizar la leyenda de Tristán después de que lo intentara su amigo Karl Ritter, escribiendo:
Se había esforzado, de hecho, en dar prominencia a las fases más ligeras del romance mientras que era su tragedia que todo lo domina lo que me impresionó tan hondamente que me convencí de que debe destacar con grueso relieve, independientemente de los detalles menores.
Este impacto, junto con su descubrimiento de la filosofía de Arthur Schopenhauer en octubre de 1854, llevó a Wagner a encontrarse en un «estado de ánimo serio creado por Schopenhauer, que estaba intentando encontrar una expresión extática. Con tal ánimo me inspiró la concepción de una Tristán e Isolda».

Wagner escribió que sus preocupaciones con Schopenhauer y Tristán en una carta a Franz Liszt (16 de diciembre de 1854): 
Nunca en mi vida había disfrutado de la verdadera felicidad del amor erigiré un monumento a este el más encantador de todos los sueños en el que, desde el principio hasta el final, el amor, por una vez, encontrará una total realización. He diseñado en mi mente un Tristán e Isolda, la más simple, y aun así la concepción musical más llena de sangre que pueda imaginarse, y con la «bandera negra» que se agita en el final yo me cubriré — para morir.
A finales del año 1854, Wagner había esbozado los tres actos de la ópera sobre el tema de Tristán, basándose en la narración de la historia por Godofredo de Estrasburgo. Mientras los esbozos más tempranos existentes se remontan a diciembre de 1856, no fue hasta agosto de 1857, sin embargo, que Wagner empezó a dedicar su atención totalmente a la ópera, dejando de lado la composición de Sigfrido para hacerlo. El 20 de agosto empezó el esquema en prosa para la ópera, y el libreto (o poema, como Wagner prefería llamarlo) fue terminado para el 18 de septiembre. Wagner, en este momento, se había trasladado a una casita construida en terrenos de la villa de Wesendonck, donde, durante su trabajo en Tristán e Isolda, se implicó apasionadamente con Mathilde Wesendonck. No se sabe si esta relación permaneció platónica o no. Una tarde de septiembre de ese año, Wagner leyó el poema terminado de Tristán a una audiencia que incluía a su esposa, Minna, su actual musa, Mathilde, y su futura amante (y posterior esposa), Cosima von Bülow.
Para octubre de 1857, Wagner había empezado el borrador de la composición del primer acto. En noviembre, sin embargo, musicó cinco poemas de Mathilde en lo que hoy se conoce como los Wesendonck Lieder. Esto era algo inusual en Wagner, quien casi nunca puso música a textos ajenos, y que raramente se sentía inspirado por tema alguno que no fuera dramático. Dos de estas canciones musicadas que más tarde tendrían papeles importantes en Tristán y Wagner las marcó como «Estudios para Tristán e Isolda». Träume usa un motivo que forma el dúo de amor en el Acto II de Tristán, mientras que Im Treibhaus introduce un tema que posteriormente se convertiría en el Preludio al Acto III de Tristán.
En abril de 1858 la esposa de Wagner, Minna, interceptó una nota de Wagner a Mathilde, y, a pesar de las protestas de Wagner de que ella le estaba dando una «interpretación vulgar» a la nota, ella le acusó primero a Wagner y luego a Mathilde de infidelidad. Después de pasarlo bastante mal, Wagner convenció a Minna, quien tenía una enfermedad cardíaca, de que descansara en un balneario mientras Otto Wesendonck se llevó a Mathilde a Italia. Fue durante la ausencia de las dos mujeres que Wagner empezó la composición en borrador del segundo acto de Tristán. Sin embargo, el regreso de Minna en julio de 1858 no aclaró las cosas, y el 17 de agosto, Wagner se vio obligado a abandonar tanto a Minna como a Mathilde y trasladarse a Venecia. Así, terminó la orquestación del Tristan en el palazzo Ca' Vendramin.

Wagner más tarde describiría sus últimos días en Zúrich como «un auténtico infierno». Minna escribió a Mathilde antes de marcharse a Dresde: 
Debo decirte con un corazón sangrante que has logrado separarnos a mi marido y a mí después de casi veintidós años de matrimonio. Que esta noble hazaña contribuya a tu paz de espíritu, a tu felicidad.
Wagner acabó el segundo acto de Tristán durante su exilio de ocho meses en Venecia, donde él vivía en el Palazzo Giustinian. En marzo de 1859, temiendo la extradición a Sajonia, donde aún estaba considerado un fugitivo, Wagner se trasladó a Lucerna, donde compuso el último acto, completándolo en agosto de 1859.

### Representaciones
Tristán e Isolda demostró ser una ópera difícil de representar. París, el centro del mundo operístico a mediados del siglo XIX, era una elección obvia. Sin embargo, después de una desastrosa representación de Tannhäuser en la Ópera de París, Wagner ofreció la obra a la ópera de Karlsruhe en 1861. Cuando visitó la Ópera de la corte de Viena para hacer pruebas con posibles cantantes para esta producción, los gerentes en Viena sugirieron representarla allí. Originalmente, el tenor Alois Ander fue empleado para interpretar el papel de Tristán, pero más tarde se demostró incapaz de aprender el papel. A pesar de 70 ensayos entre 1862 y 1864, Tristán e Isolda fue incapaz de representarse en Viena, ganando para la ópera una reputación de no representable.
Fue solo después de la adopción de Wagner por Luis II de Baviera cuando se tuvieron suficientes recursos para montar el estreno de Tristán e Isolda. Hans von Bülow fue elegido para dirigir la producción en la Ópera de Múnich, a pesar del hecho de que Wagner tenía una aventura con su mujer, Cosima von Bülow. Incluso entonces, el estreno planeado para el 15 de mayo de 1865 tuvo que ser pospuesto porque la Isolda, Malvina Schnorr von Carolsfeld, se había quedado sin voz. La obra finalmente se estrenó el 10 de junio de 1865. Ludwig Schnorr von Carolsfeld cantó el papel de Tristán y Malvina, su esposa, cantó el de Isolda. 
El 21 de julio de 1865, después de haber cantado el papel solo cuatro veces, Ludwig Schnorr von Carolsfeld murió repentinamente—lo que impulsó la especulación que el agotamiento que implicó cantar el papel de Tristán lo había matado. (El estrés de representar Tristán también reclamó las vidas de los directores Felix Mottl en 1911 y Joseph Keilberth en 1968. Ambos hombres murieron después de derrumbarse mientras dirigían el segundo acto de la ópera.) Malvina se hundió en una profunda depresión por la muerte de su marido, y nunca más cantó, aunque vivió otros 38 años.
Algunos años después, los únicos intérpretes del papel fueron otra pareja de esposos, Heinrich y Therese Vogl.
La siguiente producción de Tristán fue en Weimar en 1874, y el propio Wagner supervisó otra producción de Tristán, esta vez en Berlín, en marzo de 1876, pero la ópera solo se ofreció en su propio teatro en el Festival de Bayreuth, después de la muerte de Wagner. Cosima Wagner, su viuda, supervisó la primera producción de Bayreuth de Tristán en 1886, una producción que fue ampliamente aclamada. La primera producción fuera de Alemania se dio en el Theatre Royal Drury Lane en 1882, dirigida por Hans Richter, quien también dirigió la primera producción en el Covent Garden dos años más tarde. La primera representación en los Estados Unidos fue en la Metropolitan Opera en diciembre de 1886 bajo la batuta de Anton Seidl. En España se estrenó el 8 de noviembre de 1899, en el Gran Teatro del Liceo de Barcelona.
Tristán e Isolda sigue siendo una de las óperas más populares; en las estadísticas de Operabase aparece la n.º 39 de las cien óperas más representadas en el período 2005-2010, siendo la 8.ª en Alemania y la cuarta de Wagner, después de El holandés errante, El oro del Rin y La valquiria.

### Preludio

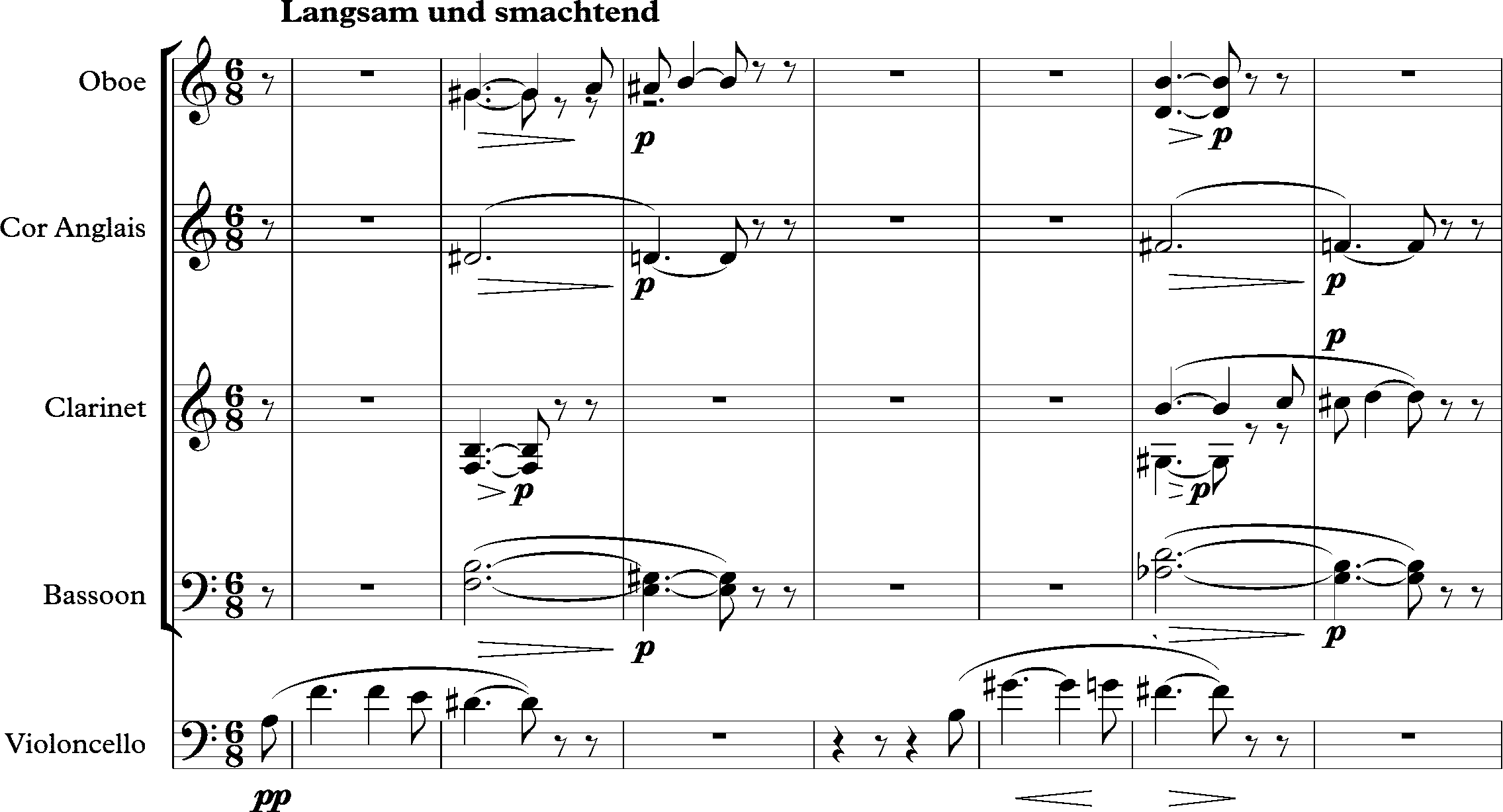
Los primeros 7 compases; indicación de tempo: «lento y marcado»; instrumentación: oboe, corno inglés, clarinete, fagote y violonchelo.

## Argumento

### Acto I

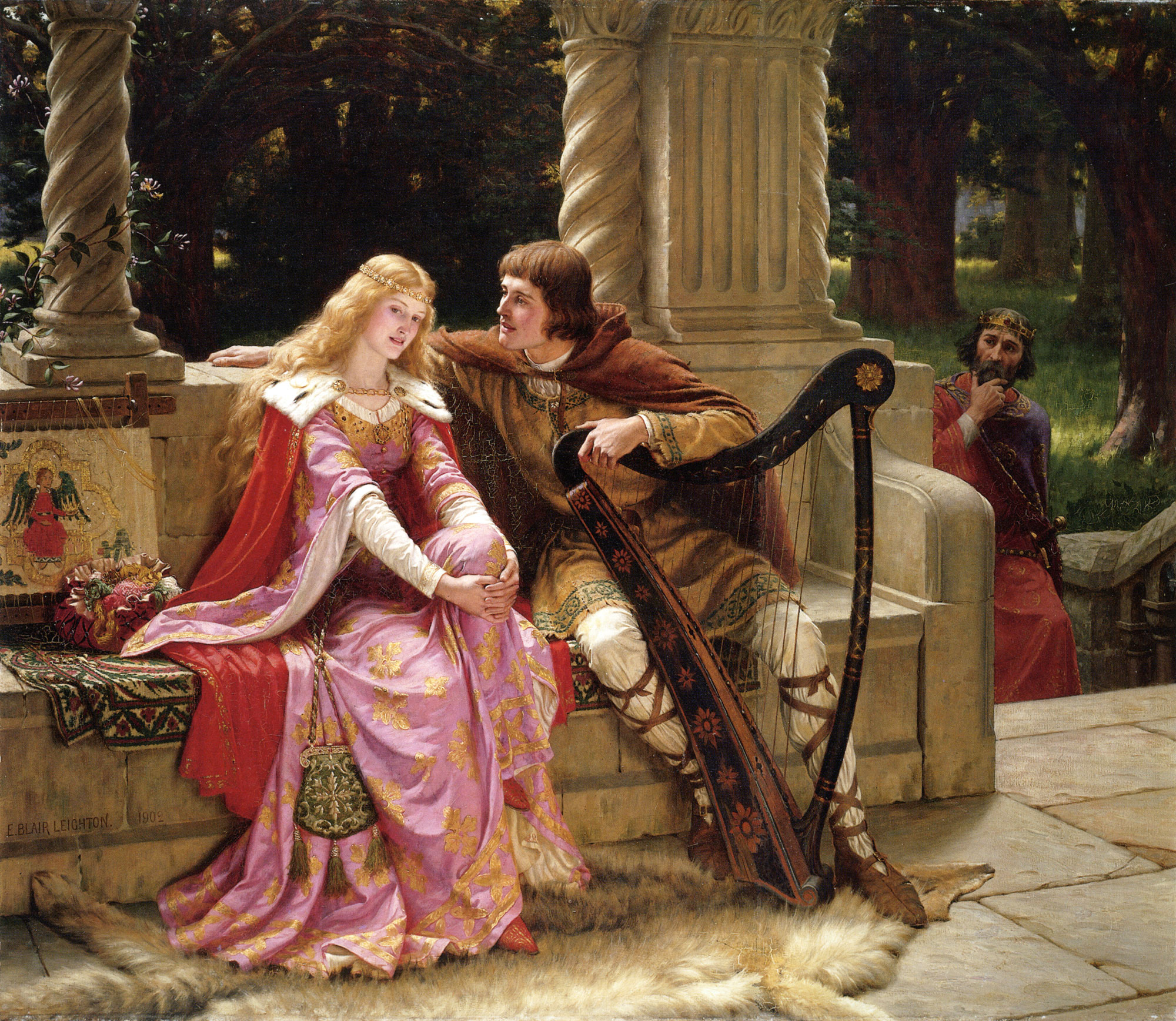

Isolda y su sirvienta Brangania se encuentran en el barco de Tristán, de camino a las tierras del Rey Marke en Cornualles, donde Isolda va a casarse con el Rey. La ópera comienza con la voz de un joven marinero cantando una canción sobre una salvaje doncella irlandesa, lo que Isolda interpreta como una burla hacia ella. En un arrebato de furia, Isolda desea que se levanten las olas y hundan el barco, matando a todos los tripulantes. Su ira va especialmente dirigida a Tristán, el caballero que la lleva hasta Marke. Isolda envía a Brangania a que llame a Tristán a su presencia, pero él rechaza la petición diciendo que su lugar está en el timón. El subalterno de Tristán, Kurwenal, responde más bruscamente y contesta que Isolda no está en posición de dar órdenes a Tristán, ya que su anterior prometido, Morold, fue asesinado por Tristán.
Brangania vuelve con Isolda para contarle lo ocurrido, e Isolda le cuenta cómo, tras la muerte de Morold, llevaron ante ella a un extranjero llamado Tantris que encontraron mortalmente herido a bordo de un bote y que ella lo había sanado usando sus poderes curativos. Entonces descubrió que Tantris era en realidad Tristán, quien mató a Morold, e intentó matarlo con una espada cuando estaba recostado indefenso ante ella. En ese momento Tristán no miró la espada que iba a acabar con su vida, sino directamente a los ojos de Isolda, lo que dejó a ésta sin capacidad para matar al caballero. Una vez restablecido, se permitió huir a Tristán, pero habría de volver para llevarse a Isolda para que se casara con su tío, el Rey Marke. Isolda, furiosa por la traición de Tristán, insiste en que tiene una bebida que lo redimirá de sus fechorías, y Brangania mira sorprendida que se refiere a un veneno letal.
En este momento Kurwenal aparece en la habitación de las mujeres diciendo que Tristán ha accedido a ver a Isolda. Cuando llega, Isolda le cuenta que sabía que él era Tantris y le perdonó la vida. Tristán acepta beber la poción, preparada por Brangania, aún sabiendo que probablemente acabe con su vida. Cuando Tristán bebe, Isolda le quita de las manos la poción y termina de bebérsela ella misma. Entonces, pensando cada cual que su vida está a punto de terminar, se declaran su amor incondicional. En ese momento, Kurwenal anuncia la inminente llegada a bordo del Rey Marke, mientras Brangania comprueba horrorizada cómo la poción que preparó no era veneno, sino una poción amorosa. En la cubierta los marineros saludan al Rey Marke.

### Acto II
Una partida de caza nocturna deja solas en el castillo del Rey Marke a Isolda y Brangania, quienes permanecen al lado de un brasero en llamas. Isolda cree varias veces que los cuernos de caza están suficientemente lejos como para permitirle apagar las llamas, señal que espera Tristán para acudir junto a ella. Brangania avisa a Isolda que uno de los caballeros del Rey Marke, llamado Melot, ha estado observando atentamente las miradas que se cruza con Tristán y sospecha del gran amor que se tienen. Isolda, sin embargo, considera a Melot como el amigo más fiel de Tristán y en un rapto de deseo apaga las llamas. Brangania se retira mientras Tristán llega junto a Isolda.
Los amantes, por fin solos y libres de las ataduras de la vida cortés, se declaran su mutua pasión. Tristán desprecia la realidad del día, ya que es falsa, irreal y los mantiene separados. Es únicamente durante la noche cuando ellos pueden estar verdaderamente juntos, y solo durante la larga noche de la muerte podrán estar eternamente unidos. Brangania les avisa en repetidas ocasiones durante su encuentro que la noche se está acabando, pero ellos la ignoran. Finalmente se hace de día y Melot lleva a Marke y sus hombres para encontrar a Tristán e Isolda uno en los brazos del otro. Esta imagen rompe el corazón de Marke, ya que no solo ha sido traicionado por su sobrino Tristán, sino que el Rey se ha enamorado también de Isolda.
Tristán pregunta a Isolda si ella está dispuesta a seguirle a la realidad de la noche y ella le contesta afirmativamente. Melot y Tristán luchan y en el momento decisivo, Tristán es herido de muerte por Melot.

### Acto III
Kurwenal ha llevado a Tristán a Kareol, su castillo en Bretaña. Un pastor toca una melodía triste y pregunta si Tristán está ya despierto. Kurwenal le contesta que solo la llegada de Isolda podría salvar a Tristán. El pastor dice que estará atento y tocará una melodía alegre si ve llegar algún barco. Tristán se despierta y advierte que está otra vez en la falsa realidad del día, una vez más comido por un deseo inalcanzable, hasta que Kurwenal le cuenta que Isolda está de camino. Tristán se emociona y pregunta en repetidas ocasiones si hay algún barco a la vista, pero suena la melodía triste del pastor. Tristán recuerda que es la misma melodía que oyó cuando su padre y su madre murieron. Cuando oye al pastor tocar una melodía alegre, Tristán, en un rapto de deseo, arranca los vendajes de sus heridas. Cuando Isolda llega a su lado, Tristán muere con su nombre en los labios.
Isolda se derrumba a su lado cuando se anuncia la llegada de otra embarcación. Kurwenal ve a Melot, Marke y Brangania llegar y se lanza a luchar para vengar la muerte de Tristán, matando a Melot, pero muriendo él mismo. Marke y Brangania finalmente alcanzan el lugar donde se encuentran Isolda y el cadáver de Tristán. Marke, llorando sobre el cuerpo de su más sincero amigo, explica que Brangania le había contado lo ocurrido con la poción de amor y que había venido no para separar a los amantes, sino para unirlos.
Isolda parece recobrarse pero, al describir su visión de Tristán, se transfigura y muere en uno de los pasajes más bellos de la literatura operística (se lo llama la «muerte de amor» o Liebestod) y también más difíciles, porque la soprano debe llegar con suficiente energía después de cuatro horas de representación.

## Personajes
| Personaje                                            | Tesitura           | Elenco del estreno, 10 de junio de 1865 (Director: Hans von Bülow) |
| ---------------------------------------------------- | ------------------ | ------------------------------------------------------------------ |
| Tristán, un noble bretón, heredero adoptivo de Marke | Tenor              | Ludwig Schnorr von Carolsfeld                                      |
| Isolda, una princesa irlandesa prometida con Marke   | Soprano            | Malvina Schnorr von Carolsfeld                                     |
| Brangäne, doncella de Isolda                         | Soprano            | Anna Deinet                                                        |
| Kurwenal, criado de Tristán                          | Barítono           | Anton Mitterwurzer                                                 |
| Marke, rey de Cornualles                             | bajo               | Ludwig Zottmayer                                                   |
| Melot, un cortesano, amigo de Tristán                | Tenor (o barítono) | Karl Samuel Heinrich                                               |
| Un pastor                                            | Tenor              | Karl Simons                                                        |
| Un piloto                                            | Barítono           | Peter Hartmann                                                     |
| Un joven marinero                                    | Tenor              |                                                                    |
| Marineros, caballeros y nobles                       |                    |                                                                    |

## Intérpretes de la ópera

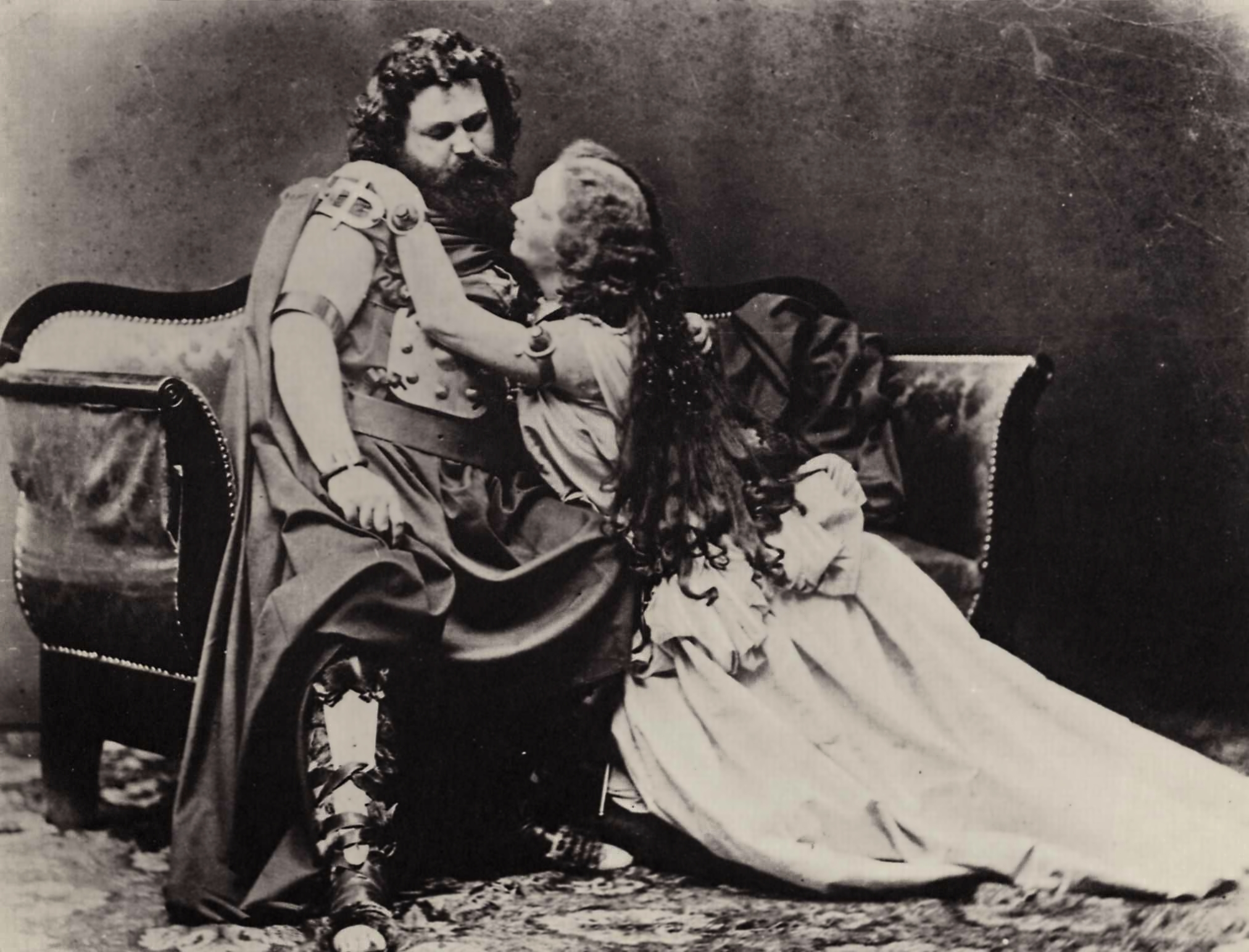
Ludwig y Malvine Schnorr von Carolsfeld.

Los papeles de Tristán e Isolda, para tenor y soprano dramática, están considerados de los más difíciles del canto en general, y dentro del extenuante repertorio wagneriano tienen una posición destacada. Lo estrenaron Malvina y Ludwig Schnorr von Carolsfeld, quien murió poco después de un ataque al corazón.
El primer acto es especialmente arduo para Isolda y el tercero para Tristán. El segundo acto posee un complejo dúo de más de 45 minutos de duración que en ocasiones es recortado en algunos de sus fragmentos para agilizar la obra. Intercaladas en el dúo, en sottovoce, se escuchan las llamadas de Brangäne, que previenen a los amantes de que la luz del día ya está próxima, en unos momentos de especial belleza.
Es habitual escuchar en concierto el Preludio enlazado con el final de la obra, la «Muerte de amor de Isolda» o Liebestod, en versión orquestal. Este último fragmento es también interpretado en versión de concierto con soprano, favorito de directores y sopranos como Eileen Farrell o Jessye Norman.
Las dos máximas Isoldas del siglo XX fueron escandinavas, la noruega Kirsten Flagstad y su sucesora, la sueca Birgit Nilsson. Otras Isoldas importantes fueron Martha Mödl, Astrid Varnay, Gwyneth Jones, Rita Hunter, Hildegard Behrens, Jane Eaglen y Waltraud Meier.
En la actualidad se destacan Deborah Voigt, Nina Stemme e Irene Theorin.
En la primera mitad del siglo XX, el más famoso Tristán fue el danés Lauritz Melchior, seguido por Set Svanholm y Max Lorenz. En la segunda mitad, Günther Treptow, Ludwig Suthaus, Wolfgang Windgassen y los canadienses Jon Vickers y Ben Heppner cosecharon éxitos con el papel. Actualmente hay que destacar, por su habitualidad interpretando el papel, al americano Robert Dean Smith.
Famosas mezzosopranos han hecho destacadas interpretaciones del papel de Brangäne, destacando Christa Ludwig, Yvonne Minton, Hanna Schwarz, e incluso Waltraud Meier, que, antes de pasar a la cuerda de soprano, realizó una excelente interpretación del papel de la doncella de Isolda.
Los más recordados directores de orquesta en esta obra han sido Wilhelm Furtwängler, Karl Böhm, Herbert von Karajan, Carlos Kleiber, Daniel Barenboim y James Levine.

## Instrumentación
La partitura está escrita para una orquesta formada por:
- Viento madera: 3 flautas (la tercera doblando al flautín), 2 oboes, 1 corno inglés, 2 clarinetes, 1 clarinete bajo, 3 fagotes.
- Viento metal: 4 trompas, 3 trompetas, 3 trombones, tuba.
- Percusión: timbales, platillos y triángulo.
- Cuerda: arpa y una sección de cuerdas con 16 violines I, 16 violines II, 12 violas, 12 violonchelos y 8 contrabajos.
- En escenario: 1 corno inglés, 6 trompas, 3 trompetas y trombones.

## Arreglos
Existe un arreglo para ensemble de cámara (13 músicos) del Preludio y Liebestod del compositor Germán García Vargas publicado en 2021 por la editorial Edition Peters.

## Discografía
- Anexo: Discografía de Tristán e Isolda

### Recerca musicológica
- Carolyn Abbate: Unsung Voices: Opera and Musical Narrative in the Nineteenth Century, Princeton (Princeton University Press) 1991.
- Carolyn Abbate: Die ewige Rückkehr von »Tristan«, in: Annegret Fauser/Manuela Schwartz (edd.), Von Wagner zum Wagnérisme. Musik ─ Literatur ─ Kunst ─ Politik, Leipzig (Leipziger Universitätsverlag) 1999, pp. 293-313.
- Theodor W. Adorno: Versuch über Wagner, »Gesammelte Schriften«, vol. 13, Frankfurt (Suhrkamp) 1971; traducción en inglés: In Search of Wagner, trad. Rodney Livingstone, Mánchester (NLB) 1981; traducción en español: Theodor W. Adorno, Monografías musicales, Madrid (Ediciones Akal) 2008.
- Anna Bahr-Mildenburg: Darstellung der Werke Richard Wagners aus dem Geiste der Dichtung und Musik. »Tristan und Isolde«. Vollständige Regiebearbeitung sämtlicher Partien mit Notenbeispielen, Leipzig/Wien (Musikwissenschaftlicher Verlag) 1936.
- Ulrich Bartels: Analytisch-entstehungsgeschichtliche Studien zu Wagners »Tristan und Isolde« anhand der Kompositionsskizze des zweiten und dritten Aktes, Köln (Studio) 1995.
- Dieter Borchmeyer: Das Theater Richard Wagners. Idee ─ Dichtung ─ Wirkung, Stuttgart (Reclam) 1982.
- Eric Chafe: The Tragic and the Ecstatic: The Musical Revolution of Wagner's »Tristan und Isolde«, Oxford/New York (Oxford University Press) 2005, ISBN 978-0-19-517647-6.
- Carl Dahlhaus: Wagners Konzeption des musikalischen Dramas, Regensburg (Bosse) 1971, 2. edición: München/Kassel (dtv/Bärenreiter) 1990.
- Klaus Ebbeke: Richard Wagners »Kunst des Übergangs«. Zur zweiten Szene des zweiten Aktes von »Tristan und Isolde«, insbesondere zu den Takten 634-1116, in: Josef Kuckertz/Helga de la Motte-Haber/Christian Martin Schmidt/Wilhelm Seidel (edd), Neue Musik und Tradition. Festschrift Rudolf Stephan zum 65. Geburtstag, Laaber (Laaber) 1990, pp. 259-270.
- Irmtraud Flechsig: Beziehungen zwischen textlicher und musikalischer Struktur in Richard Wagners »Tristan und Isolde«, in: Carl Dahlhaus (ed.), Das Drama Richard Wagners als musikalisches Kunstwerk, Regensburg (Bosse) 1970, pp. 239-257.
- Wolfgang Frühwald: Romantische Sehnsucht und Liebestod in Richard Wagners »Tristan und Isolde«, in: Wolfgang Böhme (ed.), Liebe und Erlösung. Über Richard Wagner, Karlsruhe 1983 (= "Herrenalber Texte", vol. 48).
- Arthur Groos: Appropriation in Wagner's »Tristan« libretto, in: Arthur Groos/Roger Parker (ed.): Reading Opera, Princeton (Princeton University Press) 1988, pp. 12-33.
- Arthur Groos (ed.): Richard Wagner, »Tristan und Isolde«, Cambridge University Press, Cambridge 2011.
- Adriana Guarnieri Corazzol: Tristano, mio Tristano. Gli scrittori italiani e il caso Wagner, Bologna (Il Mulino) 1988.
- Serge Gut: Tristan et Isolde, Fayard, París 2014, ISBN 978-2-213-68113-9.
- Brigitte Heldt: Richard Wagner, »Tristan und Isolde«. Das Werk und seine Inszenierung, Laaber-Verlag, Laaber 1994.
- William Kinderman: Das »Geheimnis der Form« in Wagers »Tristan und Isolde«, in: Archiv für Musikwissenschaft 40/1983, pp. 174-188.
- Klaus Kropfinger: Wagner und Beethoven: Studien zur Beethoven-Rezeption Richard Wagners, Regensburg (Bosse) 1974.
- Ernst Kurth: Romantische Harmonik und ihre Krise in Wagners »Tristan«, Berlín (Max Hesse) 1923, Reprint: Hildesheim (Olms) 1968.
- Kii-Ming Lo, »Im Dunkel du, im Lichte ich!« ─ Jean-Pierre Ponnelles Bayreuther Inszenierung von »Tristan und Isolde«, in: Naomi Matsumoto et al. (ed.), The Staging of Verdi & Wagner Operas, Turnhout (Brepols) 2015, pp. 307-321.
- Kii-Ming Lo/Jürgen Maehder: Ai zhi si ─ Wagner's »Tristan und Isolde« [= Liebestod ─ »Tristan und Isolde« de Richard Wagner], Gao Tan Publishing Co., Taipéi 2014, ISBN 978-986-6620-50-8.
- Jürgen Maehder, A Mantle of Sound for the Night ─ Timbre in Wagner's »Tristan und Isolde«, in: Arthur Groos (Hrsg.), Richard Wagner, »Tristan und Isolde«, Cambridge (Cambridge University Press) 2011, pp. 95-119 & 180-185.
- Jürgen Maehder:  Wagner-Forschung versus Verdi-Forschung ─ Anmerkungen zum unterschiedlichen Entwicklungsstand zweier musikwissenschaftlicher Teildisziplinen, in: Arnold Jacobshagen (ed.),  Verdi und Wagner, Kulturen der Oper , Wien/Köln (Böhlau) 2014, pp. 263–291, ISBN 978-3-412-22249-9.
- Jürgen Maehder: The Intellectual Challenge of Staging Wagner: Staging Practice at Bayreuth Festival from Wieland Wagner to Patrice Chéreau, in: Marco Brighenti/Marco Targa (ed.), Mettere in scena Wagner. Opera e regia fra Ottocento e contemporaneità, Lucca (LIM) 2019, pp. 151–174.
- Claus-Steffen Mahnkopf (ed.): Richard Wagner, Konstrukteur der Moderne. Klett-Cotta, Stuttgart 1999, ISBN 3-608-91979-1.
- Bryan Magee: The Tristan Chord: Wagner and Philosophy, New York (Metropolitan Books) 2001, ISBN 978-0-8050-6788-0.
- Volker Mertens: Richard Wagner und das Mittelalter, in: Ulrich Müller/Ursula Müller (ed.), Richard Wagner und sein Mittelalter, Anif/Salzburg (Müller-Speiser) 1989, pp. 9–84.
- Ulrich Müller/Ursula Müller (edd.): Richard Wagner und sein Mittelalter, Anif/Salzburg (Müller-Speiser) 1989.
- Ulrich Müller/Oswald Panagl: Ring und Graal. Texte, Kommentare und Interpretationen zu Richard Wagners »Der Ring des Nibelungen«, »Tristan und Isolde«, »Die Meistersinger von Nürnberg« und »Parsifal«, Würzburg (Königshausen & Neumann) 2002.
- Ulrich Müller: The Modern Reception of Gottfried's Tristan and the Medieval Legend of Tristan and Isolde, in: Will Hasty (ed.), A Companion to Gottfried von Straßburg's »Tristan«, Rochester/NY (Camden House) 2003, 2. edición: 2010, pp. 285–306.
- Jean-Jacques Nattiez: Wagner androgyne, París (Bourgois) 1990; traducción en inglés (Stewart Spencer): Princeton (Princeton University Press) 1993.
- Jean-Jacques Nattiez, Analyses et interprétations de la musique. La mélodie du berger dans le »Tristan et Isolde« de Wagner, París (Vrin) 2013, ISBN 978-2-7116-2512-3.
- Peter Petersen: Isolde und Tristan. Zur musikalischen Identität der Hauptfiguren in Richard Wagners „Handlung“ Tristan und Isolde, Königshausen & Neumann, Würzburg 2019, ISBN 978-3-8260-6796-9.
- Heinrich Poos: Die »Tristan«-Hieroglyphe. Ein allegoretischer Versuch, in: Heinz-Klaus Metzger/Rainer Riehn (edd.), Richard Wagners »Tristan und Isolde«, München (text + kritik) 1987, pp. 46-103.
- Horst Scharschuch: Gesamtanalyse der Harmonik von Richard Wagners Musikdrama »Tristan und Isolde«. Unter spezieller Berücksichtigung der Sequenztechnik des Tristanstils, Regensburg (Bosse) 1963.
- Manfred Hermann Schmid: Musik als Abbild. Studien zum Werk von Weber, Schumann und Wagner, Tutzing (Schneider) 1981.
- Sebastian Urmoneit: »Tristan und Isolde« ─ Eros und Thanatos. Zur »dichterischen Deutung« der Harmonik von Richard Wagners 'Handlung' »Tristan und Isolde«, Sinzig (Studio) 2005.
- Hans Rudolf Vaget: »Ohne Rat in fremdes Land?«: »Tristan und Isolde« in Amerika: Seidl, Mahler, Toscanini, in: Wagnerspectrum 1/2005, pp. 164–185.
- Egon Voss: »Wagner und kein Ende«. Betrachtungen und Studien, Zürich/Mainz (Atlantis) 1996.
- Peter Wapnewski: Der traurige Gott. Richard Wagner in seinen Helden, München (C. H. Beck) 1978.
- Peter Wapnewski: Richard Wagner. Die Szene und ihr Meister, München (C. H. Beck) 1978.
- Peter Wapnewski: Tristan der Held Richard Wagners, Berlín (Quadriga) 1981.
- Peter Wapnewski: Liebestod und Götternot. Zum »Tristan« und zum »Ring des Nibelungen«, Berlín (Corso/Siedler) 1988.
- Asuka Yamazaki: Das deutsche Nationalbewusstsein des 19. Jahrhunderts und Richard Wagners „Tristan und Isolde“. Königshausen & Neumann, Würzburg 2013, ISBN 978-3-8260-5344-3 (Dissertation Universität Kyoto 2012).
- Elliott Zuckerman: The first hundred years of Wagner's Tristan, New York/London (Columbia University Press) 1964.